# 鮑爾氏矛吻海龍
鮑爾矛吻海龍（学名：Doryrhamphus baldwini），为輻鰭魚綱棘背魚目海龍魚科的其中一種，分布於中東太平洋區的夏威夷海域，棲息深度6-50公尺，體長可達14公分，棲息在礁石區，卵胎生。